# Ligne 130 (chemin de fer slovaque)
Pour les articles homonymes, voir Ligne 130.
La ligne 130 des chemins de fer slovaques relie Bratislava à Štúrovo et continue en Hongrie vers Budapest. Elle comprend un embrachement entre Palárikovo et Šurany .

## Histoire

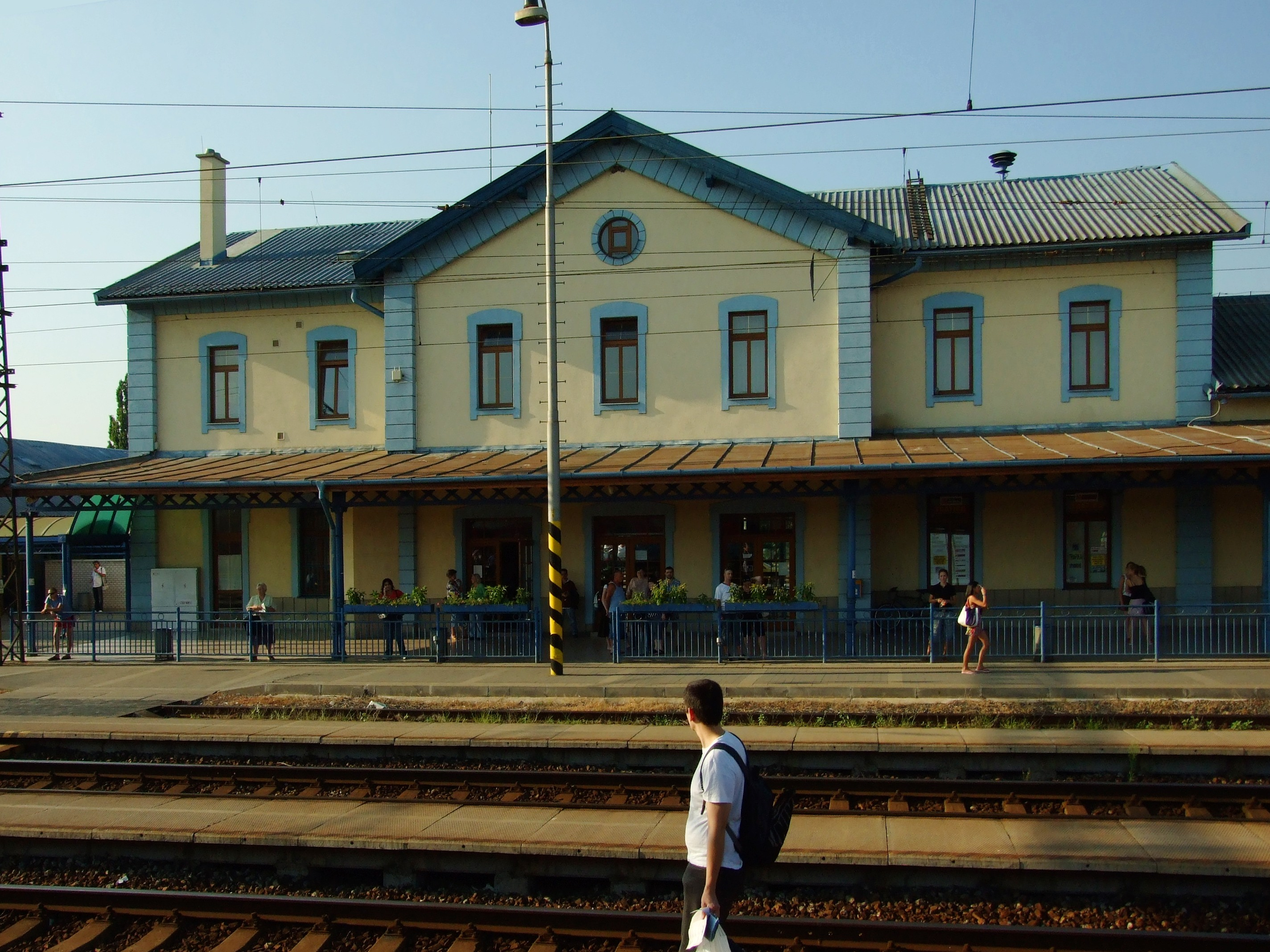
Gare de Galanta

### Mise en service à une voie
- Štúrovo - Bratislava hl. st. 16 décembre 1850[2].

### Électrification
- Štúrovo - Bratislava hl. st. 31 janvier 1969[3]